# We Have Always Lived in the Castle
We Have Always Lived in the Castle ist ein Mystery-Filmdrama von Stacie Passon, das am 22. September 2018 im Rahmen des Los Angeles Film Festivals seine Premiere feierte und am 17. Mai 2019 in die US-Kinos kam. Ein Kinostart in Deutschland erfolgte am 3. Oktober 2019. Der Film basiert auf dem Roman Wir haben immer schon im Schloss gelebt der US-amerikanischen Schriftstellerin Shirley Jackson.

## Handlung
Die 18-jährige Mary Katherine „Merricat“ Blackwood lebt mit ihrer älteren Schwester Constance und ihrem kranken Onkel Julian auf dem Familienanwesen. Constance hat das Haus seit sechs Jahren nicht mehr verlassen, seit sie wegen des Giftmordes an ihren Eltern angeklagt und freigesprochen wurde. Jeden Dienstag geht Merricat ins Dorf, um einzukaufen, während die Dorfbewohner sie schikanieren. Merricat praktiziert ihre eigene Art von Schutzmagie, indem sie Kraftgegenstände in der Erde vergräbt, um böse Mächte fernzuhalten und Constance zu schützen. Es ist unklar, ob diese Macht real oder imaginär ist.
Constance sieht nur eine einzige Freundin der Familie, Helen Clarke, die jede Woche zum Tee kommt. Helen versucht, Constance davon zu überzeugen, dass sie wieder in die Außenwelt zurückkehren sollte. Das macht Merricat wütend und ängstigt sie. Sie erschafft Magie, um Constance am Weggehen zu hindern. Am Donnerstag schickt Constance Merricat auf einen Botengang in die Stadt. Merricat ist verzweifelt bei dem Gedanken, am falschen Tag in die Stadt zu gehen, und hat keine Zeit, ihre magischen Schutzvorrichtungen zu überprüfen. Als sie zurückkommt, stellt sie fest, dass alle ihre Schutzzauber ausgegraben worden sind. Bevor sie ihre Schwester warnen kann, wird sie ihrem entfremdeten Cousin Charles vorgestellt.
In den nächsten Tagen versucht Charles, Constance mit dem Versprechen, die Welt zu sehen, wegzulocken, während er es auf das Familienvermögen abgesehen hat, das in einem Safe eingeschlossen ist. Constance ist ihm gegenüber charmant und unterwürfig. Doch Charles verhält sich Julian gegenüber herablassend und verhöhnt Merricat mit der Idee, ihre Schwester zu entführen. Merricat rächt sich, indem sie Charles mit Zaubersprüchen belegt, sein Zimmer und seinen Besitz verwüstet und mit ihm nur in Beschreibungen von Giftpflanzen spricht. Als Charles droht, sie zu bestrafen, wirft Merricat alles auf seinem Schreibtisch, einschließlich seiner angezündeten Pfeife, in einen Papierkorb. Charles schlägt sie, bis er entdeckt, dass sein Zimmer in Flammen steht.
Die Feuerwehr trifft ein, ebenso wie die Dorfbewohner, die dazu aufrufen, das Haus brennen zu lassen. Constance und Merricat verstecken sich im Erdgeschoss, während das Feuer gelöscht wird. Die Dorfbewohner stürmen in das Haus und verwüsten es. Der Mob scheint bereit zu sein, die Schwestern anzugreifen, aber Helen Clarkes Mann verkündet, dass Onkel Julian an einer Rauchvergiftung gestorben ist. Der Mob zerstreut sich, und die Schwestern flüchten in den Wald.
Am nächsten Morgen kehren die Schwestern nach Hause zurück und verbarrikadieren die Türen und Fenster. Da die oberen Stockwerke zerstört sind, ähneln die Überreste einem Schloss mit Türmen. Merricat kündigt an, das ganze Dorf vergiften zu wollen. Constance verrät, dass Merricat dies schon einmal ihren Eltern angetan hat, und bedankt sich, dass Merricat sie vor ihrem bösen Vater gerettet hat. Die Dorfbewohner legen ihnen Essensgeschenke vor die Tür und entschuldigen sich für die Zerstörung ihres Eigentums, aber die Schwestern reagieren nicht. Charles kehrt zurück und bittet Constance, ihn hereinzulassen. Als diese schweigt, dringt Charles mit Gewalt in das Haus ein und greift Constance an. Merricat erschlägt ihn mit einer Schneekugel, und sie begraben ihn im Garten.
In der Gegenwart sind die Schwestern dabei, die Überreste ihres Hauses zu reinigen, als zwei Dorfkinder kommen und sie verhöhnen. Merricat geht hinaus, und die Kinder fliehen vor Angst. Constance sagt Merricat, dass sie sie liebt, und Merricat lächelt zum ersten Mal in diesem Film.

## Produktion
Der Film basiert auf dem Roman We Have Always Lived in the Castle der US-amerikanischen Schriftstellerin Shirley Jackson aus dem Jahr 1962, der später unter dem Titel Wir haben immer schon im Schloss gelebt ins Deutsche übersetzt und 2019 in einer Neuauflage unter dem Titel Wir haben schon immer im Schloss gelebt durch den Festa Verlag veröffentlicht wurde. Der Roman wurde auch als Bühnenstück für den Broadway adaptiert.
Regie führte Stacie Passon. Jacksons Roman wurde von Mark Kruger mit der Unterstützung von Jacksons Sohn Laurence Hyman für den Film adaptiert.
Alexandra Daddario spielt Constance Blackwood, Taissa Farmiga ihre jüngere Schwester Merricat und Crispin Glover ihren Onkel Julian.
Die Dreharbeiten fanden im Sommer 2016 in Irlands Hauptstadt Dublin und an verschiedenen Orten im County Wicklow statt. Als Kameramann fungierte Piers McGrail.
Eine erste Vorstellung des Films erfolgte am 22. September 2018 im Rahmen des Los Angeles Film Festivals. Am 17. Mai 2019 kam er in die US-Kinos. Ende Juni 2019 wurde er beim Edinburgh International Film Festival, im Juli 2019 beim Galway Film Fleadh vorgestellt. Ein Kinostart in Deutschland erfolgte am 3. Oktober 2019.

## Rezeption

### Altersfreigabe
In Deutschland wurde der Film von der FSK ab 12 Jahren freigegeben. In der Freigabebegründung heißt es, die düstere Geschichte sei in Rückblenden und mit zeitgemäßer Ausstattung erzählt, und die komplexen Figuren blieben dabei teils ambivalent oder abgründig. Da das märchenhaft angehauchte Setting fern der Lebensrealität von 12-Jährigen angesiedelt sei und sie auch bei den skurrilen Figuren kaum emotionale Anknüpfungspunkte fänden, könnten sie genug Distanz wahren und den Film ohne Überforderung verarbeiten.

### Kritiken
Der Film konnte bislang 87 Prozent der Kritiker bei Rotten Tomatoes überzeugen und erhielt hierbei eine durchschnittliche Bewertung von 7,2 der möglichen 10 Punkte.
Peter Osteried von der Gilde deutscher Filmkunsttheater schreibt, We Have Always Lived in the Castle sei ein ruhig erzählter, eindringlich wirkender Film, der nicht nur seiner unwirklichen Stimmung wegen punkten könne, sondern auch, weil er dem Konflikt von denen „da oben“ und denen „da unten“ in nur minimal verklausulierter Form Platz einräume. Der Film sei in erster Linie ein Drama, er funktioniere jedoch auch als subtiler Horror für ein erwachsenes Publikum, weil der Film es schaffe, die Ich-Perspektive der Erzählerin Merricat zu übernehmen und somit das Geschehen aus ihrer Sicht zu zeigen, und Constance zu einer Art StepfordWive mache, die jedes Problem und jeden Konflikt weglächeln und jedem gefallen will.

### Auszeichnungen
Irish Film and Television Academy Awards 2020
- Auszeichnung für die Besten visuellen Effekte (Ed Bruce und Nicholas Murphy)[9]

## Synchronisation
Die deutsche Synchronisation entstand nach einem Dialogbuch und der Dialogregie von Johannes Ott im Auftrag der Metz-Neun Synchron Studio- und Verlags GmbH.
| Darsteller         | Synchronsprecher     | Rolle               |
| ------------------ | -------------------- | ------------------- |
| Taissa Farmiga     | Anna Ewelina         | Merricat Blackwood  |
| Alexandra Daddario | Carolin Sophie Göbel | Constance Blackwood |
| Crispin Glover     | Andreas Meese        | Julian Blackwood    |
| Sebastian Stan     | Björn Schalla        | Charles Blackwood   |
| Paula Malcomson    | Gisa Bergmann        | Helen Clarke        |
| Peter Coonan       | Peter Lehn           | Bobby Dunham        |
| Ian Toner          | Isaak Dentler        | Jim Donnell         |
| Stephen Hogan      | Achim Barrenstein    | John Blackwood      |
| Anna Nugent        | Katrin Laksberg      | Lucille Wright      |
| Peter O’Meara      | Linus Kraus          | Sam Clarke          |